# From Dusk Till Dawn 3: The Hangman's Daughter
From Dusk Till Dawn 3: The Hangman's Daughter is een Amerikaanse horrorfilm uit 2000 onder regie van P.J. Pesce. Het is het tweede vervolg op From Dusk Till Dawn uit 1996, nadat in 1999 de eerste opvolger genaamd From Dusk Till Dawn 2: Texas Blood Money uitkwam. Het derde deel vertelt een verhaal dat zich afspeelt vóór de gebeurtenissen in deel 1. Danny Trejo is de enige acteur die in alle drie de delen verschijnt, als barman Razor Charlie.

## Verhaal
De Amerikaanse (ooit echt bestaande) auteur Ambrose Bierce (Michael Parks) trekt rond het jaar 1900 het zanderige Mexico in, waar hij getuige is van de aanstaande ophanging van Johnny Madrid (Marco Leonardi). Wanneer de beul (Temuera Morrison) hem vraagt naar zijn laatste woorden, spuugt hij deze in het gezicht. Daarom zet deze hem eerst nog tegen het hek om Madrid met de zweep te straffen voor hij opgehangen wordt. De dochter van de beul, Esmeralda (Ara Celi), komt in opstand tegen haar vader en krijgt daarom van hem eenzelfde pak slaag.
Wanneer Madrid dan toch met de strop zijn nek staat en de beul op het punt staat het luik onder zijn voeten te openen, wordt het touw van de strop doorgeschoten. Daarop gaat de outlaw succesvol met een gestolen paard op de vlucht en neemt Esmeralda achterop mee. Even later is hij herenigd met zijn bende en overvallen ze samen een koets, met daarin Bierce en het pasgetrouwde echtpaar bijbelverkopers Mary (Rebecca Gayheart) en John Newlie (Lennie Loftin). Het drietal moet daarop te voet verder door de woestijn en belandt zo bij de bar waarin, evenals in de eerste twee delen, Razor Charlie (Danny Trejo) achter de toog staat.
Niet veel later raken Madrid en Esmeralda gescheiden van de bende en belanden hierdoor ook bij Charlies bar. Daar komt de outlaw weer oog in oog te staan met de beul die zijn vonnis moest voltrekken, die is gekomen om zijn dochter terug te halen. Zij blijkt namelijk geen gewoon meisje te zijn, maar een dochter van hemzelf (een mens) en barvrouw Quixtla (Sônia Braga), een vampier. Hierdoor is Esmeralda een vampierlegende in wording genaamd Santanico Pandemonium (in het origineel gespeeld door Salma Hayek). Bovendien blijkt niet alleen Quixtla een bloedzuiger, maar de halve bar staat er vol mee. De ruimte wordt daarop hermetisch afgesloten en wanneer de slachtpartij begint, zitten de aanwezige mensen als ratten in de val.

## Rolverdeling
| Acteur           | Personage                         |
| ---------------- | --------------------------------- |
| Temuera Morrison | Henker                            |
| Ara Celi         | Esmeralda / Santanico Pandemonium |
| Marco Leonardi   | Johnny Madrid                     |
| Michael Parks    | Ambrose Bierce                    |
| Rebecca Gayheart | Mary Newlie                       |
| Lennie Loftin    | John Newlie                       |
| Jordana Spiro    | Cathrine Reece                    |
| Sônia Braga      | Quictla                           |
| Orlando Jones    | Ezra Taylor                       |
| Danny Trejo      | Razor Charlie                     |